# Flux year box 2

Flux Year Box 2 est la deuxième publication des boîtes Fluxus, sous l’impulsion de l'artiste lituano-américain, George Maciunas en 1966.
Boite contenant des cartes imprimées, boîtes en plastique, films et autres objets divers du groupe Fluxus, elle a été réalisée collectivement par les artistes suivants : Eric Andersen, Willem de Ridder, Ken Friedman, Shigeko Kubota, Frederic Lieberman, George Maciunas, James Riddle, Mieko Shiomi, John Van Cugh, Ben Vautier et Robert Watts. Elle répond à la volonté de proposer de nouvelles formes d'éditions et de diffusions du travail artistique.

## Histoire

### Genèse de la publicationFluxus
Dès 1961, George Maciunas travaille à la publication de An antohology (une anthologie) conçue par La Monte Young. Le développement et la production de ce projet a été un événement important dans la formation de Fluxus, il a été le premier projet de publication collaborative entre les artistes du groupe. Sa forme éditoriale va devenir le modèle d’origine des publications Fluxus, qui sera réitéré plusieurs fois par la suite lors de différents projets. Macinaus a contribué à donner une forme éditoriale spécifique par la sélection de matériaux répondant spécifiquement au travail de chacun. Cette phase éditoriale aura une importance dans la construction même de l'identité du groupe Fluxus. En parallèle, le mouvement Fluxus grandit et devient international, des États-unis en passant par l'Europe et l'Asie. C'est alors, que commence à se poser des questions fondamentales à propos de l’origine de Fluxus et de son devenir. La plupart des contraintes du maintien de Fluxus n’étaient pas seulement financières, mais aussi d'ordre conflictuel sur les intentions d'origine et leurs réalités. Le défi de Fluxus étant la remise en question des modes de productions et distributions culturelles. Depuis 1962, Macinaus a élaboré les plans d’une série de publications, qu’il appela Fluxus Yearbooks (Les livres de l’année Fluxus) afin de documenter les événements et festivals de performance Fluxus. Cela a été l'idée de départ pour produire une synthèse des travaux et des idées du groupe Fluxus, sous la forme édition traditionnelle.

### Fluxus1,Fluxkitet Fluxshops
Fluxus I (1964) est la première publication abordant l'idée des boîtes Fluxus. Boite contenant de nombreux feuillets, le tout formant un ensemble relié par trois boulons. L'édition était disponible dans les boutiques Fluxus, les Fluxshop étaient des espaces de diffusion, mi-boutique mi-atelier. Ils furent conçus comme des lieux de création permettant les échanges et les expériences artistiques. Ceci fut un nouveau moyen de distribution des œuvres et des publications auprès du public. Progressivement considérant les formes non consensuelles des pratiques artistiques du groupe, telles que le sont les performances, Maciunas modifie de plus en plus la forme des éditions, et décida de mettre davantage l'accent sur les matériaux non traditionnels et en cohérence avec la pratique de chaque artiste, il y fait référence dans News-Policy- Letter No.1 (Les Nouvelles-Politique-Lettre no 1). II décide donc d'utiliser des boîtes pour contenir de nombreux objets : disques, films, plastique, métal, objets en bois, ordure, et toutes compositions ou pièces qui ne peuvent pas être reproduites sous la forme d'une édition standardisée. Par la suite d'autres publications sont conçues sur le même modèle, Fluxkit (1964) et Flux Year Box 2 (1966). On pouvait y trouver des kits pour des happenings, des œuvres de poche et des jeux absurdes, les carnets de timbres de Robert Watts, la Machine à sourire de George Maciunas, les boîtes tactiles, boîtes à doigts (Fingerbox) de Ay O...

### Flux Year Box 2
Alors que Fluxus I se compose principalement d'images imprimées et de pièces à base de texte, Flux Year Box 2 contient une diversité de matériaux tels que les Fluxfilms et son visionneur, des petites boîtes par artiste individuel, comme la boîte aux allumettes de Ben Vautier, les graines de fleurs de Ken Friedman, de plus on pouvait y trouver des kits pour des happenings (Fluxkit)... Cette anthologie présente donc la vivacité de Fluxus à travers la déclinaison de ses propositions. L’objectif était de communiquer l’esprit Fluxus.

## Description

### Fiche technique de l'œuvre
- Boite en bois (20,3 × 20,3 × 8,5 cm)
- Titre imprimé sur le couvercle, ouverture avec charnières.
- Contenant : boites en plastique, cartes à jouer détournées, bobines de film et autres objets divers.*

### Composition dans la boîte
- (Explications accompagnées par l'image attachée)

La boîte est composée en deux parties séparées :
Partie 1

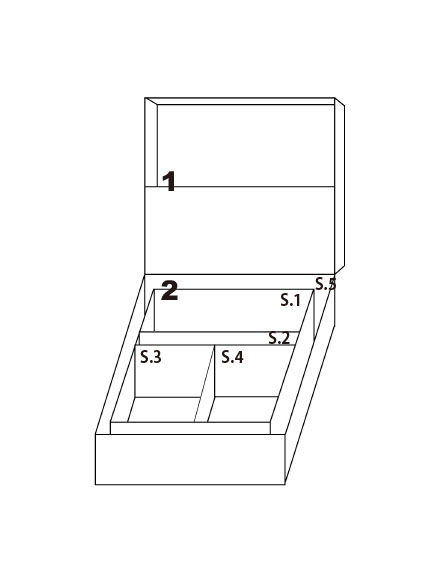
schéma flux year box 2

Couvercle intérieur de la boîte, enveloppe papier kraft, contenant les pièces imprimées : Pull/Glue de Paul Sharits, Hum Bob sheff de Bob Sheff emballage tissue, deux cartes postales Flux The postman's choice et Your thumb present... et To look at (Anonymous) de Ben Vautier, Please answer this question carefully Yes/No de Willem de Riddler, Statement on the other side... de George Brecht et Ben Vautier, Monogram cards de George Maciunas, Ice cream piece de Albert M. Fine.
Partie 2
L'espace inférieur est composé de quatre compartiments de bois fixes, contenant une variété d'objets réalisés. En dehors des cloisons, il y a douze bobines de film, et quatre autres projets imprimés.
- Par section :
  - (S.1) : Square cards / Ben de Ben Vautier, Flux Medicine de Shigeko Kubota, Game Box George Brecht de George Brecht.
  - (S.2) : Flux Corsage de Ken Friedman.
  - (S.3) : Total art match box de Ben Vautier.
  - (S.4) : Red and yellow plastic pepper de Claes Oldenburg.
  - (S.5) : Autour des cloisons :
    - partie gauche : deux bobines de Fluxfilm
    - partie haute : deux bobines de Fluxfilm
    - partie base : quatre bobines de Fluxfilm
    - mode d'emploi du visionneur de film (en forme carte postale), Playing cards et Two Events de Robert Watts, emballé dans du tissu, E.S.P Fluxkit de James Riddle, Fluxus Piece for G.M. de Albert M. Fine, Fold / Unfold de Ben Vautier et Divertevents One de Frederic Lieberman emballés ensemble ; plus quatre bobines fluxfilm.